# Марион Колева
Марион Севдалинова Колева-Георгиева е българска журналистка, поетеса, публицист и преводач. Член на Съюза на българските журналисти и на „Лига на българските писатели в САЩ и по света“.

## Биография
Родена е на 8 февруари 1956 г. в Лом, България. Между 1962 и 1969 г. учи пиано в Държавното музикално училище и пее в хор „Бодра смяна“. Завършва е немска гимназия в София и специалност „журналистика“ в Софийския държавен университет.
Като студентка участва в театралната група СУ 113. 10 години е работила в Младежката редакция на БНТ. Живее 13 години в Каракас, Венецуела (последните 5 от тях работи в World Tel-Fax Electronics като ръководител на отдел „Реклама и връзки с обществеността“). Преди това защитава магистърска степен по история на Америка в Католическия университет в Каракас. В периода (2004-2007) живее в Йоханесбург, Южна Африка, където е работила в „NetGroup“ и е била асистент на културния аташе в мексиканското посолство в Претория. От 2008 година работи като журналист, преводач и рекламен експерт за няколко софийски издания (Exterior, ТВ Сага). От месец юли 2008 година е програмен редактор в TV7. През 2007 година работи над проекта „Делирантният реализъм и литературната мистификация“.
Тя е автор на пътеписа „Венесуела“ (1994) (за който става носител на ордена „Андрес Бельо“), на стихосбирката „Отвъдни думи“ (1996) и на новелата „Крилатата змия на пътя“ (електронен формат 2006), на книгите „Пчеларска ферма Аржентина“ (2012), „Война на медовете“ (2012), на стихосбирката „Спомен за тропик“ (2014), на сборника с разкази и повести „Крилатата змия на пътя“ (2014) и на сборника с разкази „Тя идва в карнавално оперение“ – десет карибски истории за смъртта (2017).

## Отличия
Конкурс за емигрантски разказ (2008) , награда за специализирана литература МИП 2013, орден „Андрес Бельо“ втора степен (1995) и специално отличие „Обединител на култури” (2020), което се присъжда от СИЖБ на журналисти, творци и интелектуалци за техен цялостен принос в сближаването между културите на България и испаноезичния свят. Краткият видеофилм, заснет по нейното стихотворение "Сезонът на печалните кентаври", печели първо място на фестивала Bologna in Lettere 2022 в раздела "Видеопоезия".